# Puchar Świata kobiet w skokach narciarskich 2015/2016 – Oberstdorf
Ósme i dziewiąte konkursy Pucharu Świata kobiet w skokach narciarskich w sezonie 2015/2016 rozegrane zostały w Oberstdorfie. Japonka Yūka Setō zwyciężyła kwalifikacje do pierwszego konkursu, a w drugich wygrała Julia Clair. Oba konkursy indywidualne padły łupem Sarze Takanashi, która na swym koncie w tym sezonie posiada już osiem zwycięstw.

## Skocznia
|  | Nazwa skoczni          | Miejscowość | Punkt K | HS     | Rekord skoczni | Rekord skoczni | Rekord skoczni |
|  | ---------------------- | ----------- | ------- | ------ | -------------- | -------------- | -------------- |
|  | Orlen Arena Oberstdorf | Oberstdorf  | K-95    | HS-106 | 107,0 m        | Sara Takanashi | 30.01.2016     |

## Program zawodów
| Dzień       | Konkurencja                                        | Początek | Liczba uczestników |
| Dzień       | Konkurencja                                        | CET      | Liczba uczestników |
| ----------- | -------------------------------------------------- | -------- | ------------------ |
| 29 stycznia | Oficjalny trening                                  | 14:30    | 61                 |
| 29 stycznia | Kwalifikacje do pierwszego konkursu indywidualnego | 16:30    | 61                 |
| 30 stycznia | Pierwszy konkurs indywidualny                      | 15:30    | 40                 |
| 31 stycznia | Kwalifikacje do drugiego konkursu indywidualnego   | 14:15    | 61                 |
| 31 stycznia | Drugi konkurs indywidualny                         | 15:30    | 40                 |

## Jury
Dyrektorem konkursów podczas zawodów Pucharu Świata w Oberstdorfie był Georg Späth, oraz z ramienia Międzynarodowej Federacji Narciarskiej, dyrektorka zawodów Pucharu Świata, Chika Yoshida. Jej asystentem był, podobnie jak w innych oficjalnych zawodach organizowanych przez FIS, Borek Sedlák. Sędzią technicznym była Claudia Denifl, a sędzią od sprzętu Agnieczka Baczkowska.
| Sędzia             | Stanowisko                 | Stanowisko              | Stanowisko                 | Stanowisko              |
| Sędzia             | Kwalifikacje do 1. k. ind. | 1. konkurs indywidualny | Kwalifikacje do 2. k. ind. | 2. konkurs indywidualny |
| ------------------ | -------------------------- | ----------------------- | -------------------------- | ----------------------- |
| Asko Aalto         | A                          | A                       | C                          | C                       |
| Michael Schwarz    | B                          | B                       | E                          | E                       |
| Yutaka Minemura    | C                          | C                       | B                          | B                       |
| Jerome Gay         | D                          | D                       | A                          | A                       |
| Carli Giambattista | E                          | E                       | D                          | D                       |